# Municipio de Burgas
El municipio de Burgas (búlgaro: Община Бургас) es un municipio búlgaro perteneciente a la provincia homónima.
En 2013 tiene 211 764 habitantes.
La mayoría de la población vive en la capital municipal Burgas, que es la capital de la provincia y una de las ciudades más grandes del país. El resto, unos diez mil habitantes, se reparten entre las siguientes localidades: Banevo, Bratovo, Bryastovets, Balgarovo, Dimchevo, Draganovo, Vetren, Izvorishte, Marinka, Mirolyubovo, Ravnets, Meden Rudnik, Tvarditsa y Cherno More.
Se ubica en el centro de la provincia.